# Рудня (Березинський район)
Рудня (біл. вёска Рудня) — село в складі Березинського району Мінської області, Білорусь. Село підпорядковане Дмитровицькій сільській раді, розташоване в східній частині області.